# Werner Loewe
Werner Loewe (* 18. Mai 1941 in Stettin; † 13. September 2022 in Hamburg) war ein deutscher Politiker und Abgeordneter der Hamburgischen Bürgerschaft für die SPD.

## Erste Jahre
Nach Evakuierung und Flucht wuchs Werner Loewe in Heide in Schleswig-Holstein auf. 1961 legte er sein Abitur in Hamburg ab. Er studierte Anglistik, Germanistik, Literaturwissenschaft und Arbeitslehre/Politik in Hamburg, Innsbruck, München und Bremen. 1969 wurde er Hochschulreferent des AStA der Universität Hamburg und für mehrere Jahre Gründungsbeauftragter der Universität Bremen und Mitglied des Gründungssenats. Bei der GEWOS GmbH, einem Institut für Stadt-, Regional- und Wohnforschung in Hamburg, fand er beruflichen Einstieg als wissenschaftlicher Angestellter.

## SPD
Loewe trat 1968 in die SPD ein. Seine politische Heimat war der SPD-Kreis Hamburg-Eimsbüttel. Von Ende 1974 bis Anfang 1976 gehörte er dem Landesvorstand der Jungsozialisten an und in dieser Eigenschaft auch dem Hamburger SPD-Landesvorstand. 1978 zog er als Abgeordneter in die Hamburger Bürgerschaft ein. Bis 1986 arbeitete er vor allem in den interfraktionellen Ausschüssen Bau, Wissenschaft und Forschung und Kultur mit.
Hauptberuflich wechselte er als Landesgeschäftsführer zur SPD Hamburg und war dort von 1990 bis 2002 tätig. Von 2002 bis 2006 war er Geschäftsführer und Redakteur der SPD-Zeitung Vorwärts.
Daneben engagierte er sich über viele Jahre hinweg als Mitglied im Vorstand der Baugemeinschaft Besenbinderhof e.V.